# AlunaGeorge
AlunaGeorge — британский электронный дуэт из Лондона, состоящий из продюсера Джорджа Рида (англ. George Reid) и вокалистки Алуны Фрэнсис (англ. Aluna Francis), являющаяся также автором текстов песен. Коллектив был номинирован на премию «BRIT Awards 2013» и занял второе место в опросе «Sound of 2013».

## История
Алуна прежде работала рефлексотерапевтом, и даже после начала музыкальной карьеры к ней обращались бывшие клиенты.
Участники дуэта впервые встретились в июне 2009 года, когда Джордж (бывший гитарист) работал над ремиксом на трек «Sweetheart» группы My Toys Like Me, в которой состояла Алуна Фрэнсис (наст. имя — Frances Noon).
14 июня 2015 года было объявлено о подписании контракта с лейблом Interscope Records. Выход нового альбома «I Remember» установлен на осень 2016 года.

## Характеристика творчества
Журнал «The Edge» описал голос Алуны как «почти детский голосок, но в то же время эмоциональный, душевный и трогательный». Продакшн Джорджа — это сочетание баса, элементов дабстепа и других производных гэриджа.
Дуэт использует технику ритм-н-блюза и так называемой «футуристической поп-музыки» (англ. futuristic pop). Музыкальный стиль сочетает в себе минималистичные полиритмические биты дэнсхолла, экспериментального хип-хопа, R&B 1990-х и хауса".

### Вдохновители
Коллектив вдохновлялся работами таких музыкантов, как Flying Lotus, Chris Clark, Hudson Mohawke, Destiny’s Child и Mariah Carey. Также в своих композициях дуэт ссылается на таких исполнителей, как James Taylor, Van Morrison, Aaliyah, PJ Harvey и CocoRosie.

## Дискография

### Альбомы

#### Студийные альбомы
| Название   | Детали                                                                                         | Пиковые позиции в чартах | Пиковые позиции в чартах | Пиковые позиции в чартах | Пиковые позиции в чартах | Пиковые позиции в чартах | Пиковые позиции в чартах | Пиковые позиции в чартах | Пиковые позиции в чартах | Пиковые позиции в чартах | Пиковые позиции в чартах |
| Название   | Детали                                                                                         | UK                       | AUS                      | BEL (FL)                 | BEL (WA)                 | FRA                      | IRE                      | NLD                      | SCO                      | SWI                      | USHeat                   |
| ---------- | ---------------------------------------------------------------------------------------------- | ------------------------ | ------------------------ | ------------------------ | ------------------------ | ------------------------ | ------------------------ | ------------------------ | ------------------------ | ------------------------ | ------------------------ |
| Body Music | - Дата релиза: 26 июля 2013 года - Лейбл: Island Records - Форматы: CD, LP, digital download   | 11                       | 71                       | 80                       | 43                       | 82                       | 43                       | 96                       | 33                       | 81                       | 2                        |
| I Remember | - Дата релиза: 29 апреля 2016 года - Лейбл: Island Records - Форматы: CD, LP, digital download | 71                       | 56                       | 169                      | —                        | 146                      | —                        | —                        | —                        | —                        | —                        |

#### Ремикс-альбомы
| Название           | Детали                                                                      |
| ------------------ | --------------------------------------------------------------------------- |
| Body Music Remixed | - Дата релиза: 16 июня 2014 года - Лейбл: Island - Формат: digital download |

#### Мини-альбомы
| Название                | Детали                                                                                  |
| ----------------------- | --------------------------------------------------------------------------------------- |
| You Know You Like It EP | - Дата релиза: 11 июня 2012 года - Лейбл: Tri Angle - Форматы: CD, LP, digital download |

### Синглы

#### Как ведущий исполнитель
| Название                                                                                     | Год  | Пиковые позиции в чартах | Пиковые позиции в чартах | Пиковые позиции в чартах | Пиковые позиции в чартах | Пиковые позиции в чартах | Пиковые позиции в чартах | Пиковые позиции в чартах | Пиковые позиции в чартах | Пиковые позиции в чартах | Сертификация      | Альбом            |
| Название                                                                                     | Год  | UK                       | AUS                      | BEL (FL)                 | BEL (WA)                 | CAN                      | FRA                      | NLD                      | SCO                      | US Heat                  | Сертификация      | Альбом            |
| -------------------------------------------------------------------------------------------- | ---- | ------------------------ | ------------------------ | ------------------------ | ------------------------ | ------------------------ | ------------------------ | ------------------------ | ------------------------ | ------------------------ | ----------------- | ----------------- |
| Analyser / We ArRIAA: 2x Platinume Chosen                                                    | 2011 | —                        | —                        | —                        | —                        | —                        | —                        | —                        | —                        | —                        |                   | Сингл без альбома |
| You Know You Like It                                                                         | 2012 | 39                       | —                        | —                        | —                        | —                        | —                        | —                        | —                        | —                        |                   | Body Music        |
| Your Drums, Your Love                                                                        | 2012 | 50                       | —                        | —                        | —                        | —                        | —                        | —                        | —                        | —                        |                   | Body Music        |
| Attracting Flies                                                                             | 2013 | 17                       | —                        | —                        | —                        | —                        | —                        | —                        | 28                       | —                        |                   | Body Music        |
| Best Be Believing                                                                            | 2013 | —                        | —                        | —                        | —                        | —                        | —                        | —                        | —                        | —                        |                   | Body Music        |
| Supernatural                                                                                 | 2014 | —                        | —                        | —                        | —                        | —                        | —                        | —                        | —                        | —                        |                   | I Remember        |
| You Know You Like It (совместно с DJ Snake)                                                  | 2015 | 67                       | 11                       | 26                       | 19                       | 21                       | 22                       | 23                       | —                        | 13                       | RIAA: 2x Platinum | Сингл без альбома |
| Automatic (совместно с Zhu)                                                                  | 2015 | —                        | 97                       | —                        | —                        | —                        | —                        | —                        | —                        | —                        |                   | Genesis Series    |
| I'm in Control (совместно с Popcaan)                                                         | 2016 | —                        | 64                       | —                        | —                        | —                        | 57                       | —                        | —                        | —                        |                   | I Remember        |
| I Remember                                                                                   | 2016 | 182                      | 84                       | —                        | —                        | —                        | —                        | —                        | —                        | —                        |                   | I Remember        |
| My Blood (featuring ZHU)                                                                     | 2016 | —                        | —                        | —                        | —                        | —                        | —                        | —                        | —                        | —                        |                   | I Remember        |
| Mean What I Mean (featuring Leikeli47 and Dreezy)                                            | 2016 | —                        | —                        | —                        | —                        | —                        | —                        | —                        | —                        | —                        |                   | I Remember        |
| Mediator                                                                                     | 2016 | —                        | —                        | —                        | —                        | —                        | —                        | —                        | —                        | —                        |                   | I Remember        |
| «—» означает, что запись не попала в чарты или не выпускалась на соответствующей территории. |      |                          |                          |                          |                          |                          |                          |                          |                          |                          |                   |                   |

#### Как второстепенный исполнитель
| After Light (Rustie совместно с AlunaGeorge)                                                 | 2012 | 173 | 44  | —  | —  | Glass Swords                      |
| White Noise (Disclosure совместно с AlunaGeorge)                                             | 2013 | 2   | 19  | 51 | 10 | Settle                            |
| Royals / White Noise (Live from the BRITs) (Disclosure и Lorde совместно с AlunaGeorge)      | 2014 | 72  | —   | 93 | —  | Сингл без альбома                 |
| One Touch (Baauer совместно с AlunaGeorge и Rae Sremmurd)                                    | 2014 | —   | 129 | —  | —  | ß                                 |
| To Ü (Jack Ü featuring AlunaGeorge)                                                          | 2015 | —   | —   | —  | —  | Skrillex and Diplo Present Jack Ü |
| Blow You Up (Yogi featuring AlunaGeorge and Less Is Moore)                                   | 2016 | —   | —   | —  | —  | Сингл без альбома                 |
| «—» означает, что запись не попала в чарты или не выпускалась на соответствующей территории. |      |     |     |    |    |                                   |

### Ремиксы
| Название               | Год  | Исполнитель              | Альбом            |
| ---------------------- | ---- | ------------------------ | ----------------- |
| I’m His Girl           | 2011 | Friends                  | Manifest!         |
| Spectrum (Say My Name) | 2012 | Florence and the Machine | Ceremonials       |
| The Socialites         | 2013 | Dirty Projectors         | Swing Lo Magellan |
| Magic                  | 2014 | Coldplay                 | Ghost Stories     |

### Другие записи
| Название      | Год  | Другие исполнители   | Альбом                            |
| ------------- | ---- | -------------------- | --------------------------------- |
| One Touch     | 2014 | Baauer, Rae Sremmurd | ß                                 |
| One Touch VIP | 2014 | Baauer               | ß                                 |
| To Ü          | 2015 | Jack Ü               | Skrillex and Diplo Present Jack Ü |

## Музыкальные клипы
| Название                                          | Год  | Режиссёр(ы)                                      |
| ------------------------------------------------- | ---- | ------------------------------------------------ |
| Just a Touch                                      | 2012 | Лоуренс Мэттью Блэйк, Матильда Финн              |
| You Know You Like It                              | 2012 | Лоуренс Мэттью Блэйк, Матильда Финн              |
| Your Drums, Your Love                             | 2012 | Генри Скофилд (англ. Henry Schofield)            |
| Attracting Flies                                  | 2013 | Эмиль Нава (англ. Emil Nava)                     |
| You Know You Like It (вторая версия)              | 2013 | Сэмми Равал (англ. Sammy Rawal)                  |
| Best Be Believing                                 | 2013 | Патрик Киллингбек (англ. Patrick Killingbeck)    |
| To Ü                                              | 2015 | AG Rojas                                         |
| I’m in Control                                    | 2016 | Эмиль Нава                                       |
| I Remember                                        | 2016 | Даниэль Иглесиас мл. (англ. Daniel Iglesias Jr.) |
| Mean What I Mean (featuring Leikeli47 and Dreezy) | 2016 | Motion Family                                    |

## Награды и номинации
6 декабря 2012 года было объявлено о номинации дуэта на премию BRIT Awards 2013 в категории Critics' Choice, в которой победил в итоге Том Оделл.
9 декабря корпорация BBC сообщила об участии коллектива в опросе Sound of 2013, в результате которого AlunaGeorge заняли 2-е место, уступив группе Haim.
| Год  | Номинатор   | Название        | Результат    |
| ---- | ----------- | --------------- | ------------ |
| 2013 | BRIT Awards | Critics' Choice | Номинация    |
| 2013 | BBC         | Sound of 2013   | Второе место |

## Выступления
Дуэт выступал на «Evolution Festival» в Ньюкасл-апон-Тайне 27 мая 2013 года[значимость факта?].
Во время гастрольного тура в поддержку альбома «Body Music» дуэт выступал на музыкальном фестивале «Rock in Rio 6» 27 сентября 2015 года[значимость факта?].